# Засада на Мордовский ОМОН (2006)
Засада на Мордовский ОМОН — боевая операция чеченских боевиков под командованием Саид-Эмина Дадаева у аула Дай Шаройского района.

## Ход боя
Восемь сотрудников мордовского ОМОН, прикомандированных к отделу внутренних дел Шатойского района, на двух автомобилях УАЗ возвращались из районной прокуратуры к месту временной дислокации в аул Химой Шаройского района. По данным МВД республики Чечня, отряд сопровождал группу следователей, проводивших проверку по факту гибели одного из бойцов мордовского ОМОН — прапорщика Ильи Чекайкина. На участке дороги между сёлами Нохч-Келой и Кенхи по автомобилям был открыт огонь из автоматов и подствольных гранатомётов. Вследствие неожиданности нападения бойцы ОМОН не смогли начать ответный огонь. В результате обстрела оба автомобиля практически мгновенно загорелись. Боевикам удалось скрыться сразу же после нападения.
Первыми на месте расстрела оказались военнослужащие, колонна которых двигалась с небольшим отрывом от служащих ОМОН. Солдаты подобрали пять трупов и одного раненого. Через несколько часов в ущелье нашли трупы ещё двух бойцов.

## Последствия
Попытки организовать преследование боевиков оказались безуспешными. Участники бандформирований взяли ответственность за нападение на себя, о чём сообщили на своём официальном сайте, однако, не уточнили, под чьим командованием проводили операцию.

### Выжившие
В ходе боя был тяжело ранен и позднее госпитализирован майор милиции, оперуполномоченный РОВД Мордовии, Юрий Беляков.

### Погибшие
В ходе боя погибли 7 человек:
|    | Имя Фамилия       | Воинское звание           | Должность                  |
| -- | ----------------- | ------------------------- | -------------------------- |
| 1. | Сергей Пивцайкин  | Капитан милиции           | Заместитель командира ОМОН |
| 2. | Николай Мурлаев   | Капитан милиции           | Старший инженер-сапёр      |
| 3. | Алексей Лашманов  | Старший лейтенант милиции |                            |
| 4. | Борис Бибнев      | Лейтенант милиции         | Инженер-сапёр              |
| 5. | Алексей Шутов     | Старший сержант милиции   | Милиционер-водитель        |
| 6. | Алексей Елховский | Старший сержант милиции   | Милиционер-боец            |
| 7. | Виталий Голубин   | Прапорщик милиции         | Милиционер-боец            |